# TrackMania Nations
Trackmania Nations is een racespel uitgegeven door Nadeo. Het spel is freeware, te downloaden op de website en is gericht op online spelen.
Het spel is uitgegeven met het oog op de promotie van de Electronic Sports World Cup. Het is het derde spel uit de TrackMania-reeks.

## Speleigenschappen
Het spel heeft in singleplayer-modus 65 levels waarin de speler zijn vaardigheden kan oefenen. Echter, waar het spel het meest op gericht is, is het online spelen. Het spel is zeer populair en wist in zijn eerste week al meer dan een miljoen spelers te bereiken. Wat het meest gewaardeerd werd in het spel is de ranglijst die werd bijgehouden en waar men als speler de eigen vooruitgang kan bijhouden ten opzichte van andere spelers. Men heeft de mogelijkheid om te kijken wat de eigen positie ten opzichte van andere landgenoten is, maar ook hoe men staat op de wereldranglijst. Ook is er een clansysteem waarbij de speler zich bij clans kan aansluiten om zogenaamde 'clanwars' te spelen. Dit zijn wedstrijden tussen twee clans. Het spel is vooral populair omdat de speler zijn eigen tracks kan ontwerpen. Deze kan men vervolgens op een server naar keuze uploaden. Men kan aangepaste skins en auto's downloaden van het internet.
Iedereen rijdt met dezelfde auto's zodat er geen verschil is tussen de verschillende spelers. Deze auto's lijken sterk op Formule 1-auto's en zijn in staat om snelheden van 999 km/u (op turbovlakken en op rechte stukken) te halen. Wel is er de mogelijkheid om de eigen auto te beschilderen om zich zo toch te onderscheiden van andere deelnemers. Alle tracks worden gespeeld in een groot stadion met een grote grasmat.

## Ranglijst
Op het moment dat Trackmania Nations Forever uitkwam is ook meteen de ranglijst teruggezet, alle spelers startten weer met 0 punten.

## Versies
Er zijn verschillende versies uitgekomen van TrackMania Nations.
De eerste versie die nog steeds is te downloaden is versie 1.7.5
Daarna was versie 1.7.9 voor een lange tijd de nieuwste versie.
Onlangs is TrackMania Nations Forever uitgekomen, hoewel deze versie niet bij iedereen even soepel draait als de originele TrackMania Nations, doordat het spel meer van het systeem vraagt, onder andere op grafisch gebied.
Anderen zien de verbeterde graphics als een vooruitgang, net als enkele nieuwe extra 'blokken' om zelf banen mee te maken, die eerder alleen in het spel TrackMania United waren verschenen.

## Talen
De standaard taal van TrackMania Nations is Engels of Frans. Dit kan men in v1.7.9 veranderen in het Nederlands.

## Vista
Toen Windows Vista uitkwam bleek dit niet compatibel te zijn met Trackmania Nations. Dit werd opgelost met een update. Hiermee is het mogelijk om Trackmania Nations te spelen op Windows Vista.